# 늑대의 시간 (1968년 영화)
《늑대의 시간》(스웨덴어: Vargtimmen, 영어: Hour of the Wolf)은 1968년 개봉한 스웨덴의 초현실, 심리, 공포, 드라마 영화이다. 잉마르 베리만이 감독과 각본을 맡았다.

## 출연

### 주연
- 막스 폰 시도우
- 리브 울만

### 조연
- Georg Rydeberg
- 얼랜드 조셉슨

## 기타
- 미술: Marik Vos-Lundh
- 의상: Mago